# Raatteentie-episoden
Raatteentie-episoden eller Slaget ved Raate-vejen var et slag, som blev udkæmpet under Vinterkrigen mellem Sovjetunionen og Finland i januar 1940, som led i slaget ved Suomussalmi. Slaget beviste, hvor effektiv den finske "motti"-taktik var.
Den 7. december 1939 havde den sovjetiske 163. division erobret Suomussalmi, men var samtidig fanget dybt inde på finsk område, og den sovjetiske 44. ukrainske riffeldivision blev sendt frem for at hjælpe den 163. division. I det herpå følgende slag udslettede den finske oberst Hjalmar Siilasvuos 9. division fuldstændig den sovjetiske 44. division på vejen mellem Raate og Suomussalmi.

## Slaget
Ved slagets begyndelse havde Siilasvuos 9. division allerede udslettet den sovjetiske 163. division. Derefter fik divisionen ordre til at ødelægge den 44. riffeldivision, som var stoppet op på vejen nær Haukila, 12 km fra Suomussalmi. De afgørende slag blev beordret til at starte den 5. januar 1940, kl. 08:30.
Den finske 9. division var delt i fire eskadroner, som var opkaldt efter deres chefer. Slaget koncentrerede sig om Haukila, hvor de fleste af de sovjetiske tropper befandt sig, og hvor Mandelin- og Mäkiniemi-eskadronerne angreb. Mäkiniemi var begyndt at rykke frem mod Haukila nogle dage inden slaget officielle start. Samtidig ankom det nye sovjetiske 3. NKVD-Regiment for at støtte den 44. division.
Den næste morgen havde de finske tropper indtaget en stærk blokerende stilling, som var forstærket med miner på flere punkter midt i den sovjetiske kolonne. I løbet af den 6. januar kom det til heftige kampe langs hele Raate-vejen, da de finske tropper fortsatte med at bryde den sovjetiske kolonne op i mindre dele. De sovjetiske tropper forsøgte at tage de finske vejspærringer med panservogne, men forgæves, og de tabte et stort antal kampvogne i forgæves frontalangreb. Endelig kl. 21:30 beordrede Vinogradov langt om længe sin division til at trække sig tilbage til sovjetisk område.
De fortvivlede sovjetiske tropper begyndte at bryde op nordpå over Kianta-søen. Mange soldater frøs ihjel, fordi de ikke havde den rette mundering eller forsyninger. En finsk soldat berettede, at han så sovjetiske soldater i en tilfrosset lejr og måtte jage en finger i øjet på en af dem for at se om han rent faktisk var død. De resterende sovjetiske styrker havde allerede forsøgt at undslippe mod øst, men blev blokeret af Kari-eskadronen. Længere mod øst kunne Fagernäs-eskadronen ikke fastholde broen under finsk kontrol. Den 7. januar generobrede Fagernäs-eskadronen broen, og i løbet af formiddagen sluttede al sovjetisk modstand. Oprensningsoperationen fortsatte i to dage, hvor finnerne opsamlede hundreder af sultende og forfrosne ukrainere.
De andre rester af den motoriserede infanteridivision havde held til at flygte fra blokaden til den anden side af grænsen i små grupper.

## Efterspil
De dårligt udrustede finner erobrede 43 kampvogne, 71 feltkanoner og antiluftskyts, 29 antitankkanoner, 100 maskinkanoner, panservogne, pansrede traktorer, 260 lastbiler, 1.170 heste, infanterivåben, herunder 6.000 rifler, et fly, ammunition og lægemidler fra den røde hær.
Den sovjetiske hærfører, Vinogradov, og to af hans øverste officerer overlevede slaget. Da de nåede frem til de sovjetiske linjer fire dage senere, blev de stillet for en krigsret, fundet skyldige og dømt til døden. Henrettelserne blev straks eksekveret. De var anklaget for at have mistet 55 feltkøkkener til fjenden.
Derefter var der kun mindre fægtninger i området. I dag er der på den tidligere slagmark opført Vinterkrigsmonumentet, som er dedikeret til alle, som døde i krigen, på begge sider. Mindesmærket indeholder en mark med tusinder af sten, som symbolske gravsten for de sovjetiske soldater, som døde i slaget.